# Mia Clift
Mia Clift (Melbourne, 2 de agosto de 2004) es una deportista australiana que compite en snowboard. Ganó una medalla de plata en el Campeonato Mundial de Snowboard de 2025, en la prueba de campo a través por equipo mixto.

## Medallero internacional
| Campeonato Mundial | Campeonato Mundial | Campeonato Mundial | Campeonato Mundial              |
| Año                | Lugar              | Medalla            | Prueba                          |
| ------------------ | ------------------ | ------------------ | ------------------------------- |
| 2025               | Engadina (Suiza)   | Medalla de plata   | Campo a través por equipo mixto |